# Carnevale guspinese
Il carnevale guspinese si svolge nella cittadina di Guspini, in Sardegna.

## Maschera caratteristica
La figura caratteristica della manifestazione è chiamata Cambas de Linna (in italiano gambe di legno).
I Cambas de Linna erano trampolieri con maschera facciale composta da due pezzi, rappresentanti una parte buona e una parte cattiva. Questa maschera si perse nel tempo e venne sostituita da un trucco che consisteva nel tingersi il viso con il carbone. Da alcune fotografie d'epoca si è appurato che i trampolieri raggiungevano anche i quattro metri di altezza.
Un'altra maschera molto diffusa era Sa Garotta: realizzata in cartapesta o in legno finemente lavorato, veniva usata dai cavalieri nelle pariglie.

## Storia
Il carnevale guspinese ha conosciuto durante i secoli diverse tradizioni, di cui si ricordano maggiormente le pariglie dei cavalli e le sfilate di carri allegorici.

### Le pariglie
In occasione del  carnevale si correvano le pariglie, nel giorno di martedì grasso. I cavalieri svolgevano questo tipo di attacchi vestiti con abiti dei padri e indossando Sa Garotta.
Le pariglie si svolgevano lungo un percorso di circa un chilometro: si partiva dalla zona di "Su Legau" (nella periferia sud del paese) per finire poco oltre la piazza principale, dove avvenivano i "numeri" dei cavalieri.

### Raduno e sfilate di carri allegorici
Nel tempo le pariglie a cavallo vennero abbandonate e il carnevale vide il ritrovo delle singole maschere che in piccoli gruppi giravano per il centro della cittadina assieme ai Cambas de Linna. Dagli anni sessanta ci furono alcune sfilate con dei piccoli carri, talvolta trainati da Vespe Piaggio (ad opera del locale Vespa Club) oppure da trattori.
Nel 1992, per ridare vita alla manifestazione, alcuni gruppi di persone decisero di organizzare una sfilata di carri allegorici in cartapesta. Tre gruppi in maschera, "Is Casermettas", l'Arcinova e un terzo gruppo, realizzarono, rispettivamente, i carri tematici: “Gli Arabi”, “Indiani e Cow Boy” e “L'Ambulanza”. L'evento ebbe un buon successo e l'anno successivo si aggiunse il gruppo "La Trombetta".
Dal 1995 in poi si sono formati altri gruppi, come il "Gruppo Maiore" e "La Pernacchia". Sempre a metà degli anni novanta si sono svolte anche alcune edizioni del carnevale estivo, con i carri dell'edizione invernale conservati fino all'estate. Da alcuni anni si sono aggiunti i gruppi “Amici della Città del Sole” e il “Garden's Group”.
Il 2012 vede un ritorno sulla scena del carnevale un gruppo da anni fermo "La Pernacchia".

## Tradizioni culinarie
Il periodo di  carnevale ha sempre rappresentato anche l'occasione per la preparazione delle zippole, tipica frittella della tradizione carnevalesca sarda.

## Svolgimento e sfilate dei carri

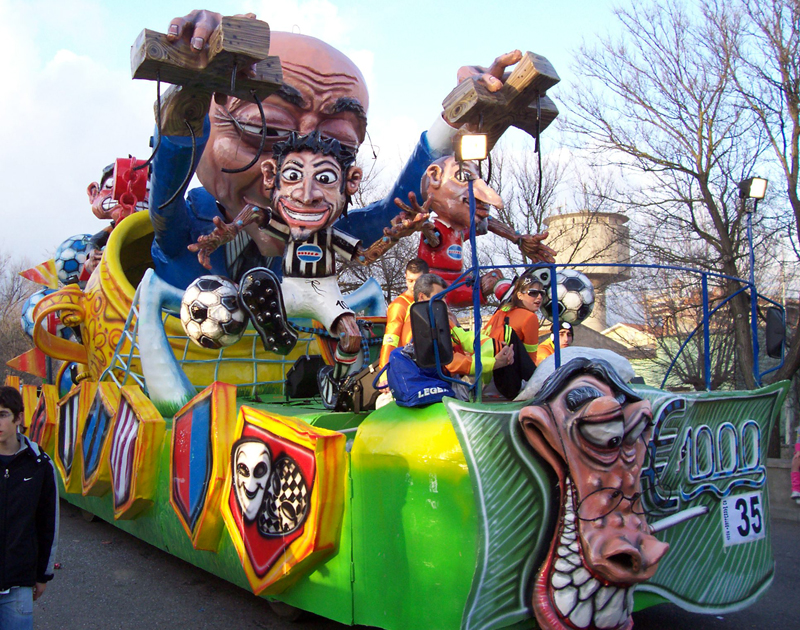
Il carro "Il burattinaio" (allegoria di Calciopoli) del gruppo Is Casermettas

Il carnevale guspinese inizia dal giovedì grasso, con il ritrovo delle maschere in piazza per il "carnevale dei bambini". Gli appuntamenti più importanti sono però la sfilata dei carri allegorici del martedì grasso, chiamata “Is Cambas de Linna”,  e il "Carnevalinas", raduno interprovinciale di carri allegorici che si svolge il sabato successivo.
I trampolieri Cambas de Linna partecipano al "carnevale dei bambini" e aprono le sfilate dei carri allegorici.

### Is Cambas de Linna
La sfilata che si svolge il martedì grasso è chiamata “Is Cambas de Linna” in onore della maschera tradizionale. Il raduno vede la partecipazione dei carri e dei gruppi in maschera guspinesi, con la saltuaria partecipazione di gruppi ospiti da altri paesi.

### Carnevalinas
Il "Carnevalinas"  nacque nel 1994 come sfilata tra carri allegorici dei comuni situati nelle vicinanze del Monte Linas. L'iniziativa venne ideata da alcuni carristi assieme alle Pro loco di Arbus, Gonnosfanadiga e Guspini. La formula originaria prevedeva una sfilata  da svolgersi a turno nei tre comuni.
La prima edizione si svolse il 19 febbraio 1994 a Gonnosfanadiga, e fino al 2000 si organizzò a rotazione nei tre paesi. Dal 2001 il “Carnevalinas” viene organizzato a Guspini, perché a Gonnosfanadiga e ad Arbus per qualche anno non si sono più realizzati carri allegorici. L'evento raggruppa carri allegorici da diverse parti della Sardegna, andando oltre il Medio Campidano.
Dal 2025 per la prima volta nella storia della manifestazione esattamente come accade per la Sartiglia l'evento verrà trasmesso in diretta nazionale sulla rete Videolina al canale 10 del digitale terrestre.